# نویپوتس
نویپوتس (به آلمانی: Neupotz) یک شهر در آلمان است که در گرمرسهایم واقع شده‌است. نویپوتس ۱٬۸۴۴ نفر جمعیت دارد.